# Limayrac – Cité de l'Espace (métro de Toulouse)
Pour les articles homonymes, voir Limayrac.
Limayrac – Cité de l’Espace est une future station du métro de Toulouse. Elle sera située située entre les stations Côte Pavée et Ormeau sur la ligne C du métro de Toulouse, future troisième ligne du réseau toulousain. Sa mise en service est prévue pour 2028, après des travaux devant débuter en 2022.

## Caractéristiques
La station se situerait dans le quartier de la Côte Pavée à l'est de Toulouse. Plus précisément, elle sera située sur l'allée de Limayrac, en contrebas du centre commercial.

## Construction
Comme l'ensemble de la ligne C du métro de Toulouse, les travaux sur la station devraient débuter en 2022, pour une mise en service en 2028.
La station est franchie en avril 2025 par le tunnelier Marguerite de Catellan, en provenance de la station Ormeau.

## Aménagement culturel
La station accueillera une œuvre de Véronique Joumard.